# チノパン (テレビ番組)
『チノパン』は、「2000年度フジテレビ新人アナウンサー」であった千野志麻が司会を務め、フジテレビで毎週火曜日 - 金曜日（月曜日 - 木曜日深夜）に放送された深夜トークバラエティ番組である。

## 概要
毎回様々なゲストを呼びトークを展開する。番組名は「チノ・パンツ」との語呂合わせで、後に千野の愛称にもなった。原則関東ローカルであるが、一部の地域（主として平成になってからの新局、局によっては曜日限定）でも放送されていた。
2000年10月10日に放送開始。毎週火曜日 - 金曜日の0:40 - 0:55に放送された。
最終回（2001年9月28日）は1時間（0:40 - 1:40）スペシャルとして放送した。
2001年秋、高島彩が司会の「アヤパン」へと引き継がれた。その後「アヤパン」終了から約5年のブランクを経て、2007年秋からは生野陽子司会の「ショーパン」などが放送されている。

## エピソード
- ワンナイR&Rで宮迫博之が扮する「ミヤパン」というキャラクターは、この番組における千野がモデルである。
- ゲスト出演した露木茂に番組内で、「君はカメラのほうに顔は向けているが、視聴者のことは全く見ていない」とアドバイスされ、泣いたことがある。

## 番組グッズ
- Tシャツ
- 携帯ストラップ
- クリアファイル
- プチタオル
- テレフォンカード
- ピルケース

## スタッフ
- TD：馬場直幸
- TK（タイムキーパー）
  - 金曜未明（木曜深夜） : 松下絵里
- 広報：岡澤雄一
- 技術協力：八峯テレビ、ニユーテレス、FLT、サンフォニックス
- ディレクター
  - 火曜未明（月曜深夜） : 三浦淳、木村剛、塩谷亮
  - 水曜未明（火曜深夜） : 三浦淳、木村剛、塩谷亮
  - 木曜未明（水曜深夜） :
  - 金曜未明（木曜深夜） : 渡辺琢
- プロデューサー：
  - 火曜未明（月曜深夜） : 水口昌彦
  - 水曜未明（火曜深夜） : 石井正幸
  - 木曜未明（水曜深夜） : 吉田正樹
  - 金曜未明（木曜深夜） : 加茂裕治
- 総合プロデューサー：港浩一
- 制作：フジテレビ制作センター
- 制作著作：フジテレビ